# Aspitus seriatus
Aspitus seriatus là một loài bọ cánh cứng trong họ Cerambycidae.